# Mercedes-Benz Citan (Type 420)
Le Mercedes-Benz Citan (nom de code interne : Type 420) est un utilitaire léger et ludospace de Mercedes-Benz, il est commercialisé depuis 2021 sous le nom de Citan pour sa variante véhicule utilitaire et ludospace et depuis 2022 sous le nom de Classe T pour sa variante voiture de tourisme de luxe. Il succède au W415 et est presque identique, dans sa construction, au Renault Kangoo et au Nissan Townstar. Les trois modèles sont construits dans l'usine Maubeuge Construction Automobile (MCA) de Renault à Maubeuge, dans le nord de la France, et sont transformés (stickers, découpes de carrosserie, habillage fourgon, aménagements fourgon, conversion TPMR) par Renault Pro+ sur le site normand de Qstomize à Heudebouville, en France.

## Histoire
Daimler a annoncé une nouvelle génération de Citan pour 2021. Il est présenté le 25 août 2021,,. Il a eu sa première publique peu de temps après au Caravan Salon de Düsseldorf dans une version camping-car appelé VanEssa. Les ventes ont commencé mi-septembre 2021. Le Citan est enfin arrivé chez les concessionnaires fin octobre 2021. Le Citan est disponible en tant que fourgon tôlé pour des marchandises et en tant que fourgon vitré pour des passagers avec le Tourer dérivé. Plus tard, il y aura une version avec un empattement plus long, le Mixto. Le Citan Type 420 continue d'être une coopération avec le Renault Kangoo. Une version avec une motorisation électrique (eCitan) est également annoncée, de même qu'une variante ludospace appelée Classe T et sa version électrique EQT.

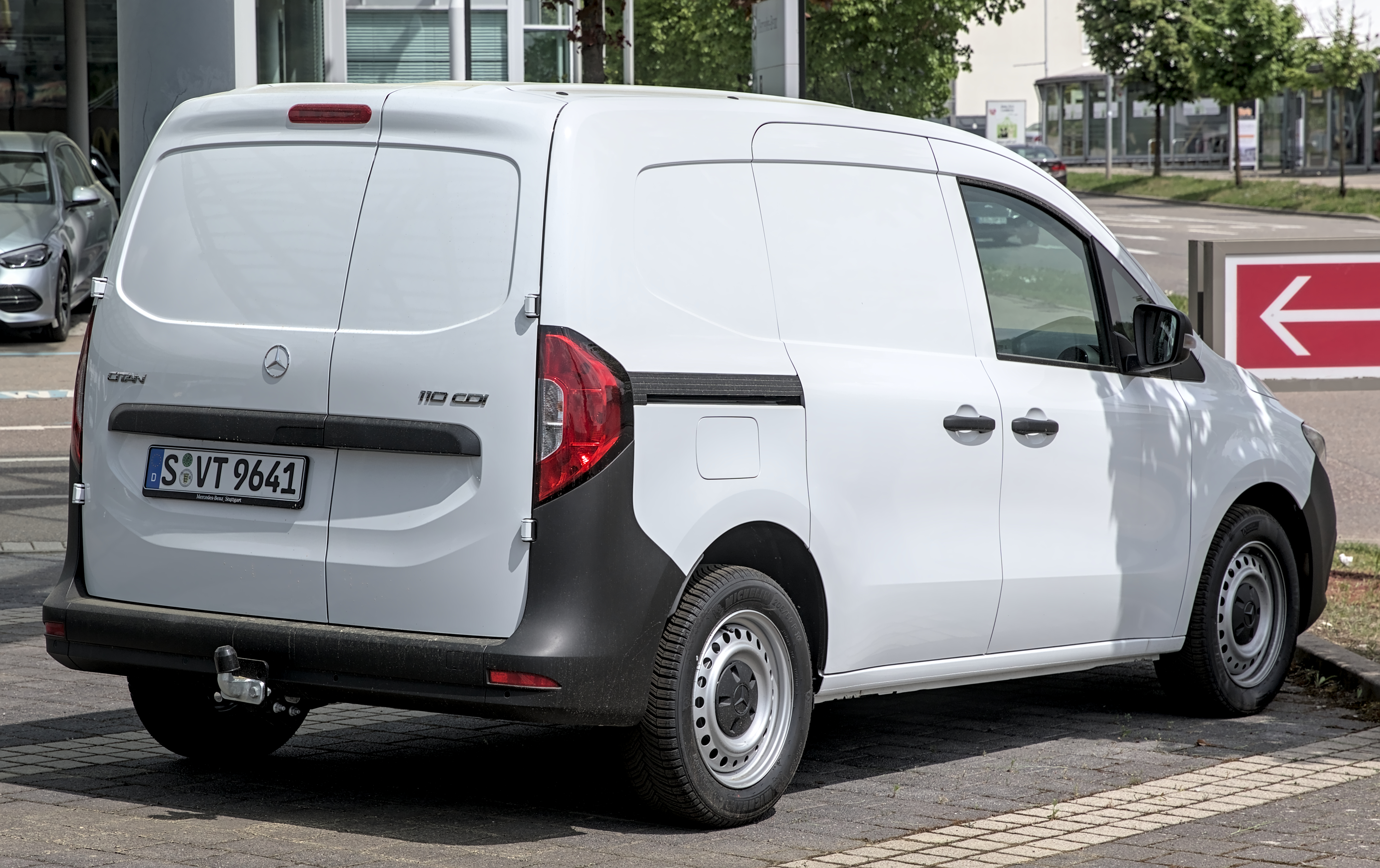
Vue arrière
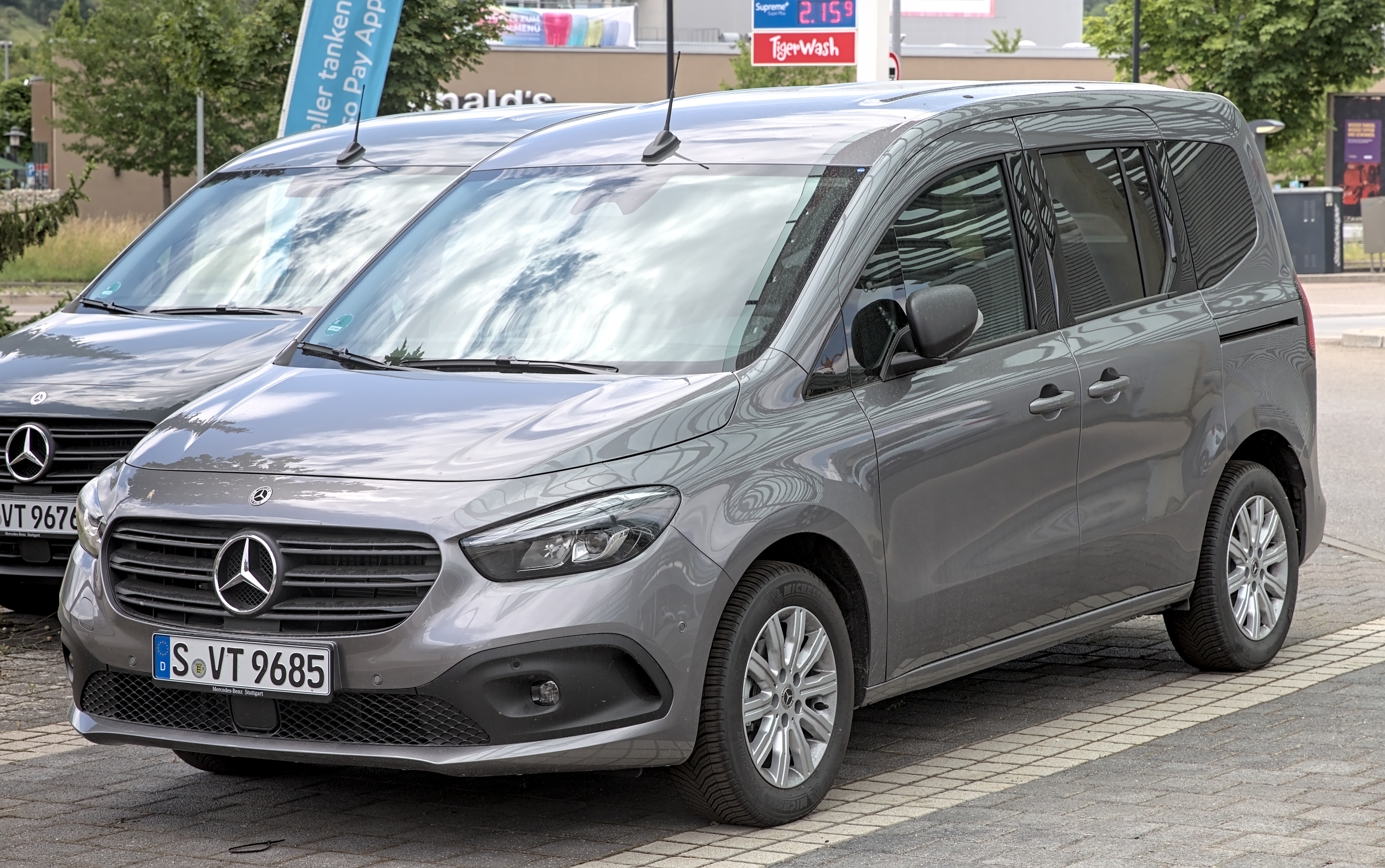
Mercedes-Benz Citan Tourer (depuis 2022)
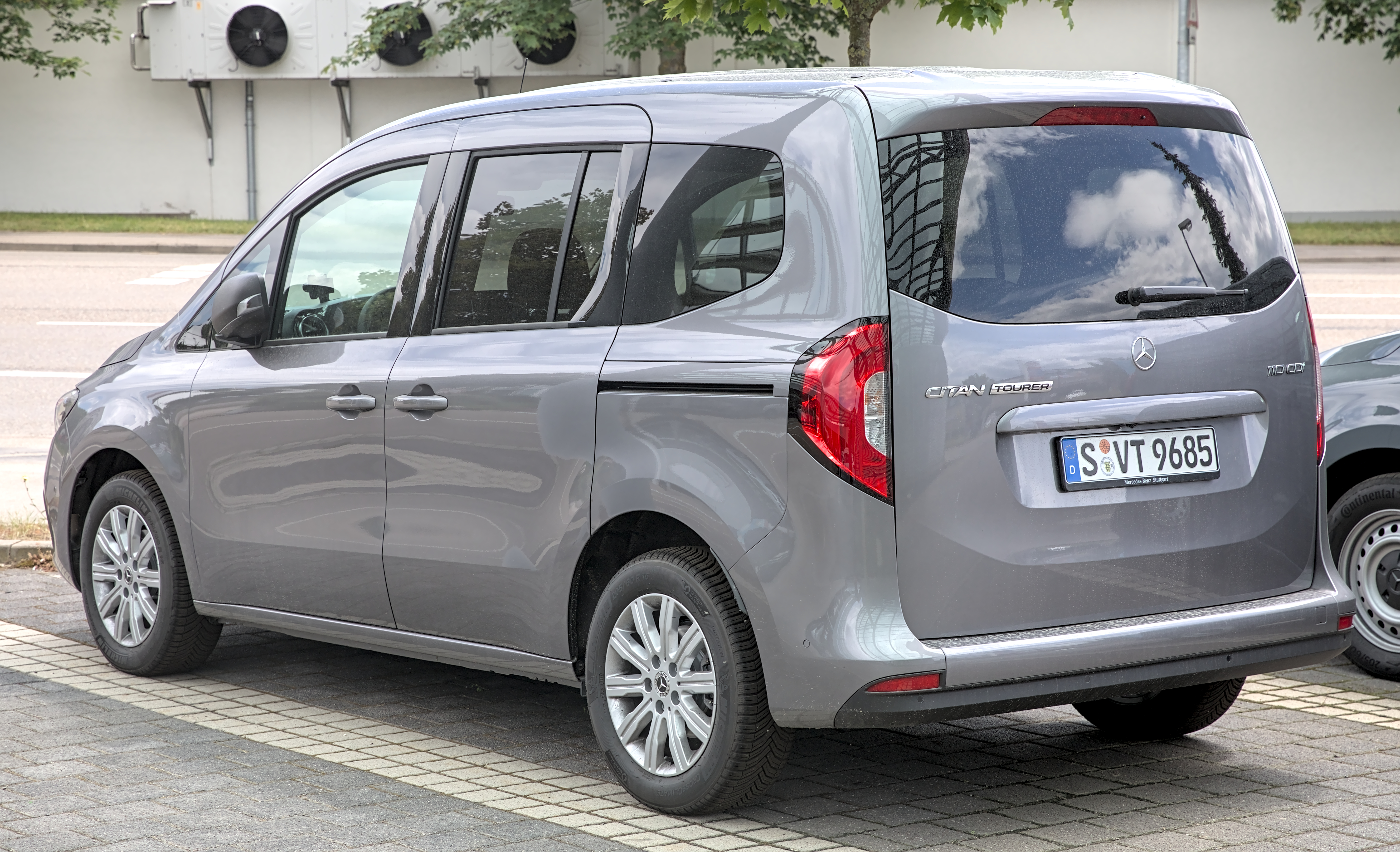
Vue arrière

### Mercedes-Benz Classe T

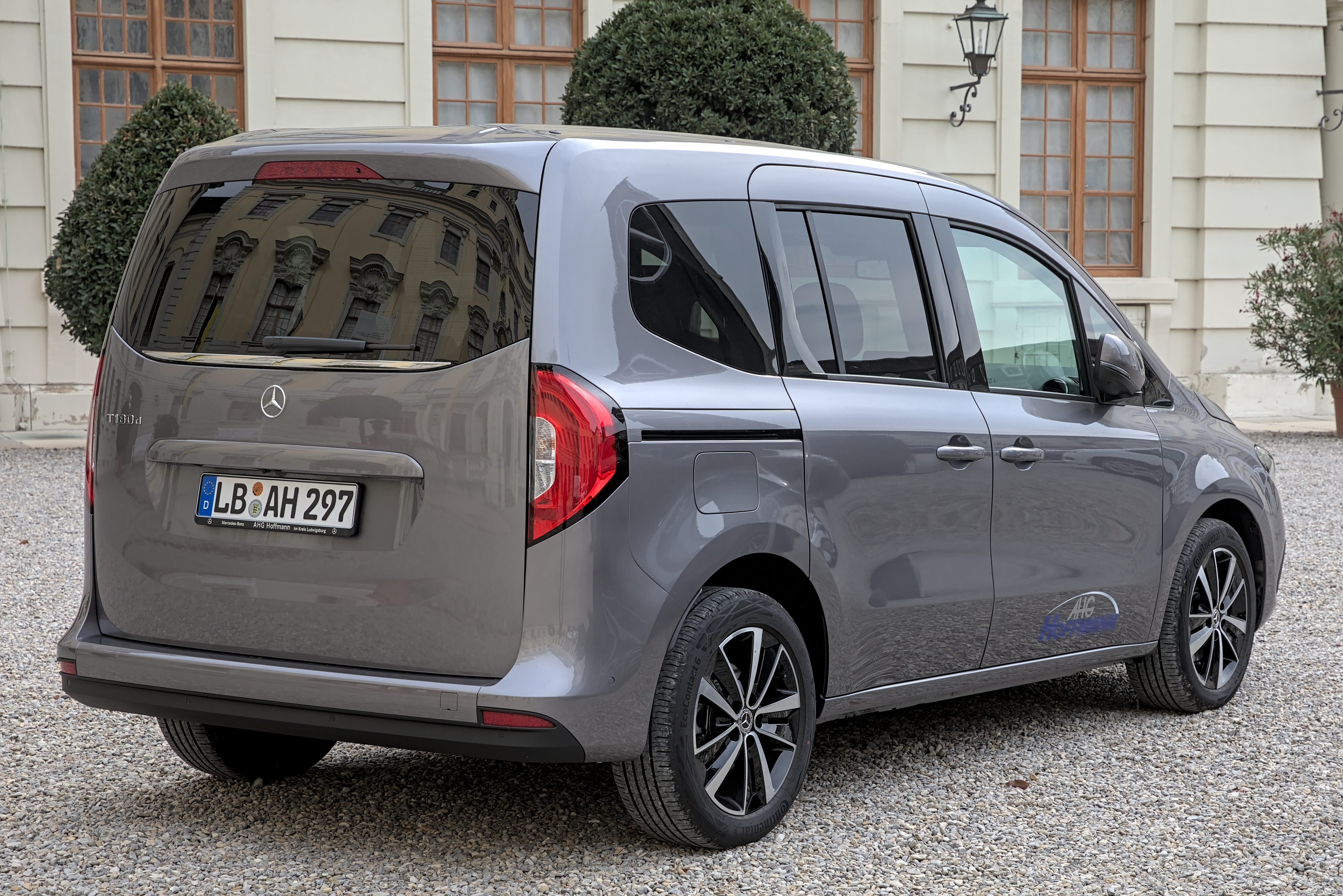
Vue arrière

Version haut de gamme du ludospace Citan Tourer, le Classe T a été annoncé par un teaser en juillet 2020,.
Le Classe T de série est présentée le 26 avril 2022. Semblable au Classe V Type 447, le Classe T, plus haut de gamme, a été introduit en 2022.
En août 2022, le Classe T Marco Polo est présenté. Ce ludospace reçoit des aménagements spécifiques dédiés au camping : lit, kitchenette, table, chaises pliantes.
Le Classe T repose sur la plateforme technique CMF/C-D du Renault Kangoo III.
Finitions du Classe T au lancement du véhicule en France :
- Style
- Progressive

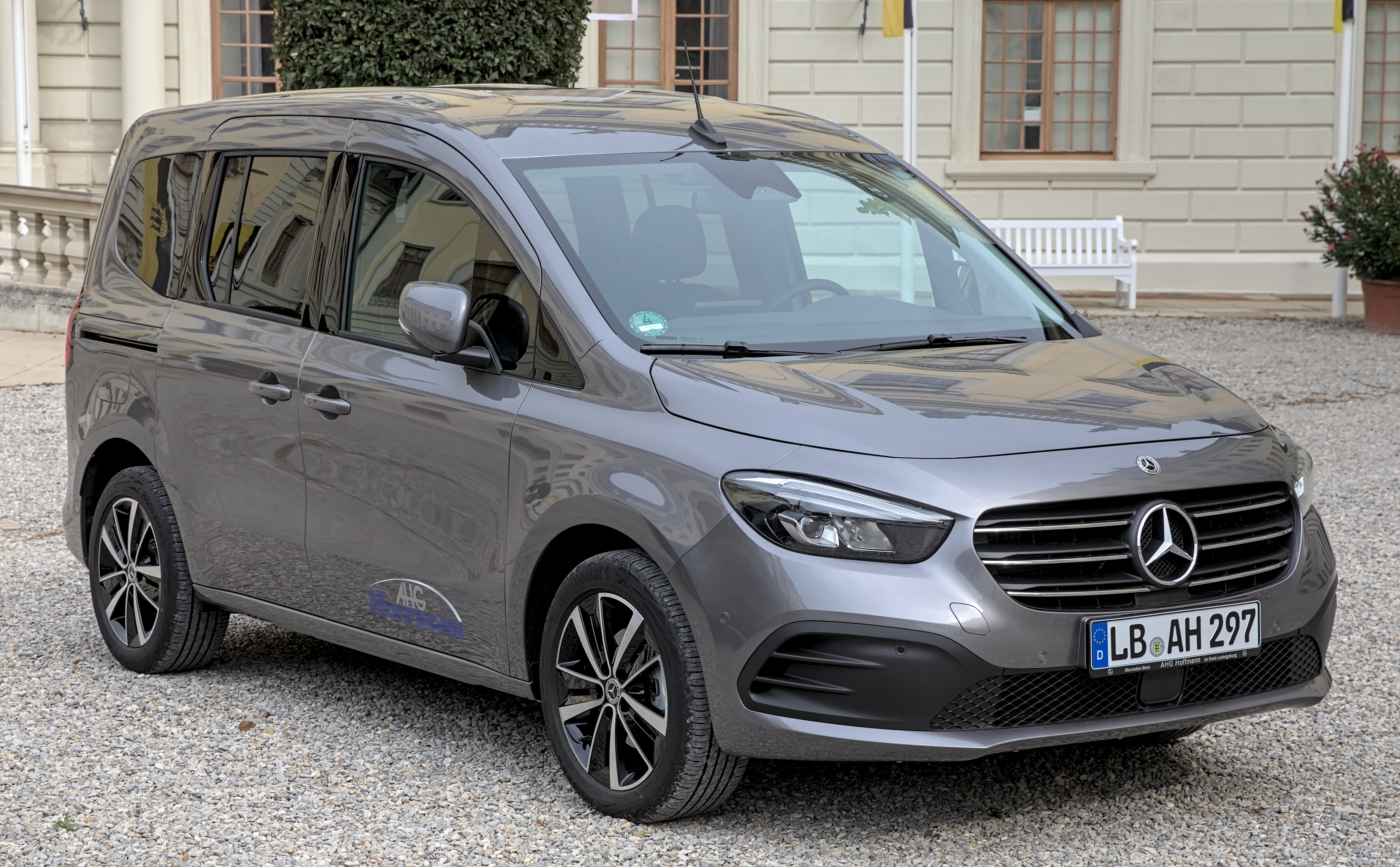
Mercedes-Benz Classe T (depuis 2022)
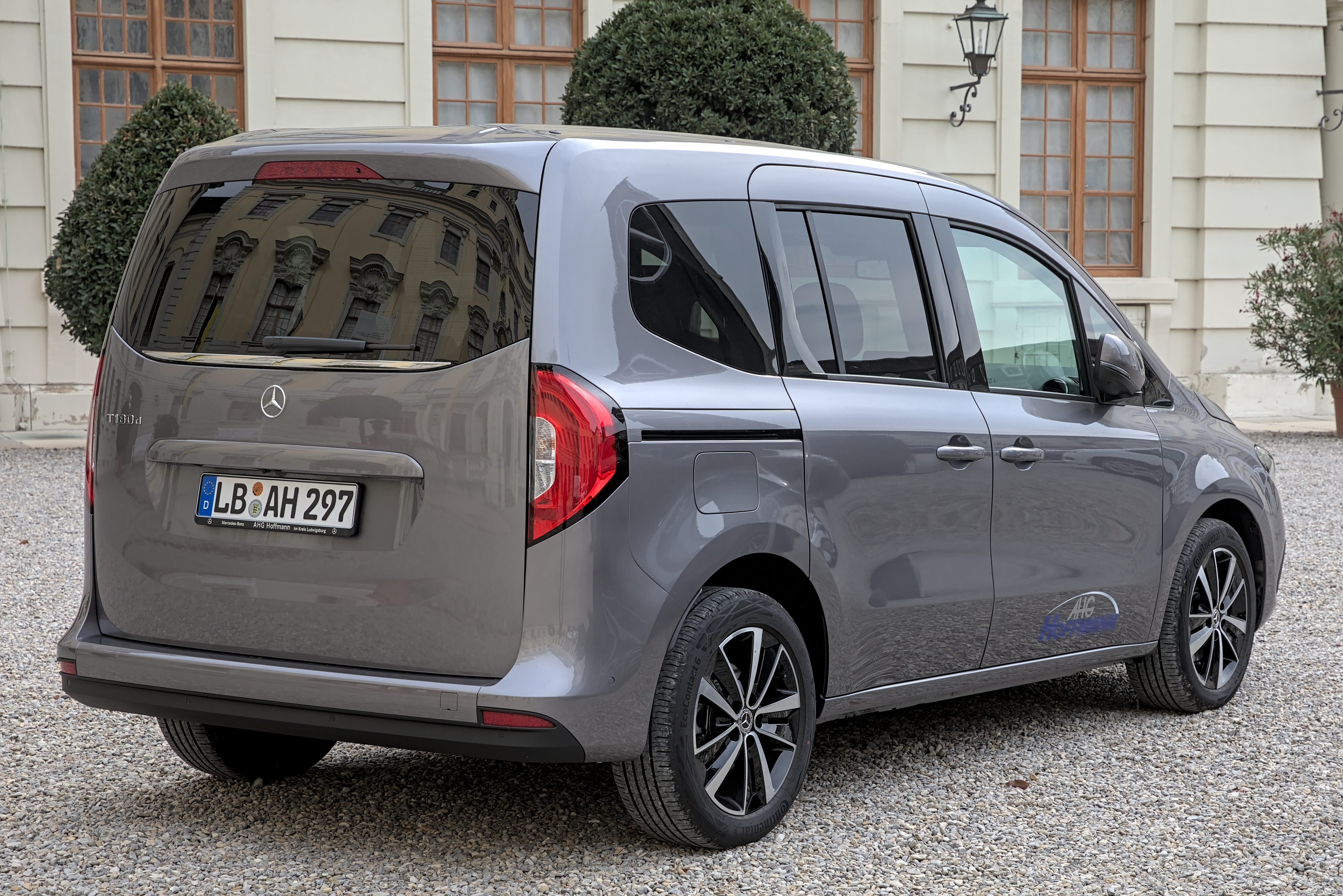
Vue arrière
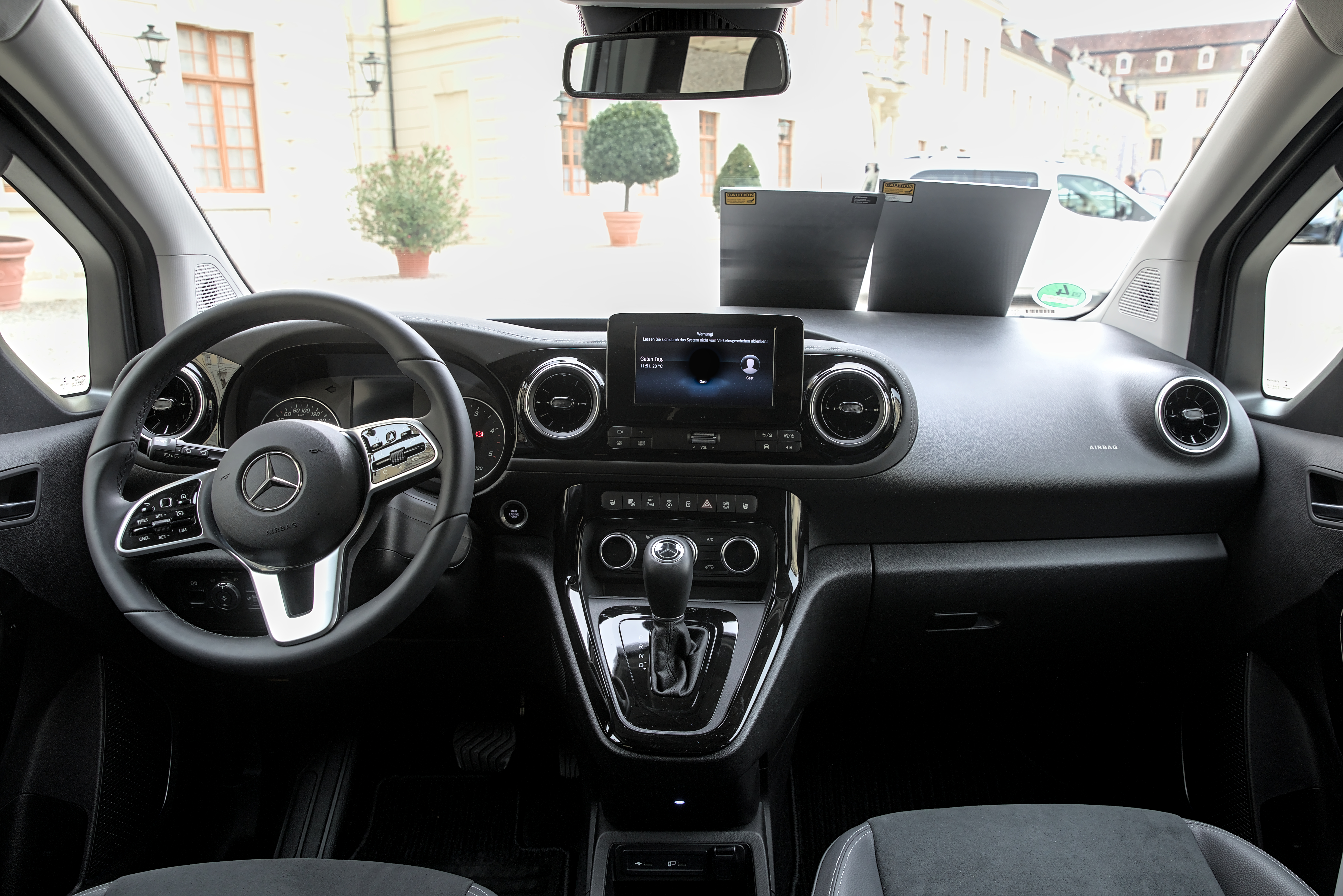
Vue de l'intérieur

### Mercedes-Benz EQT Concept

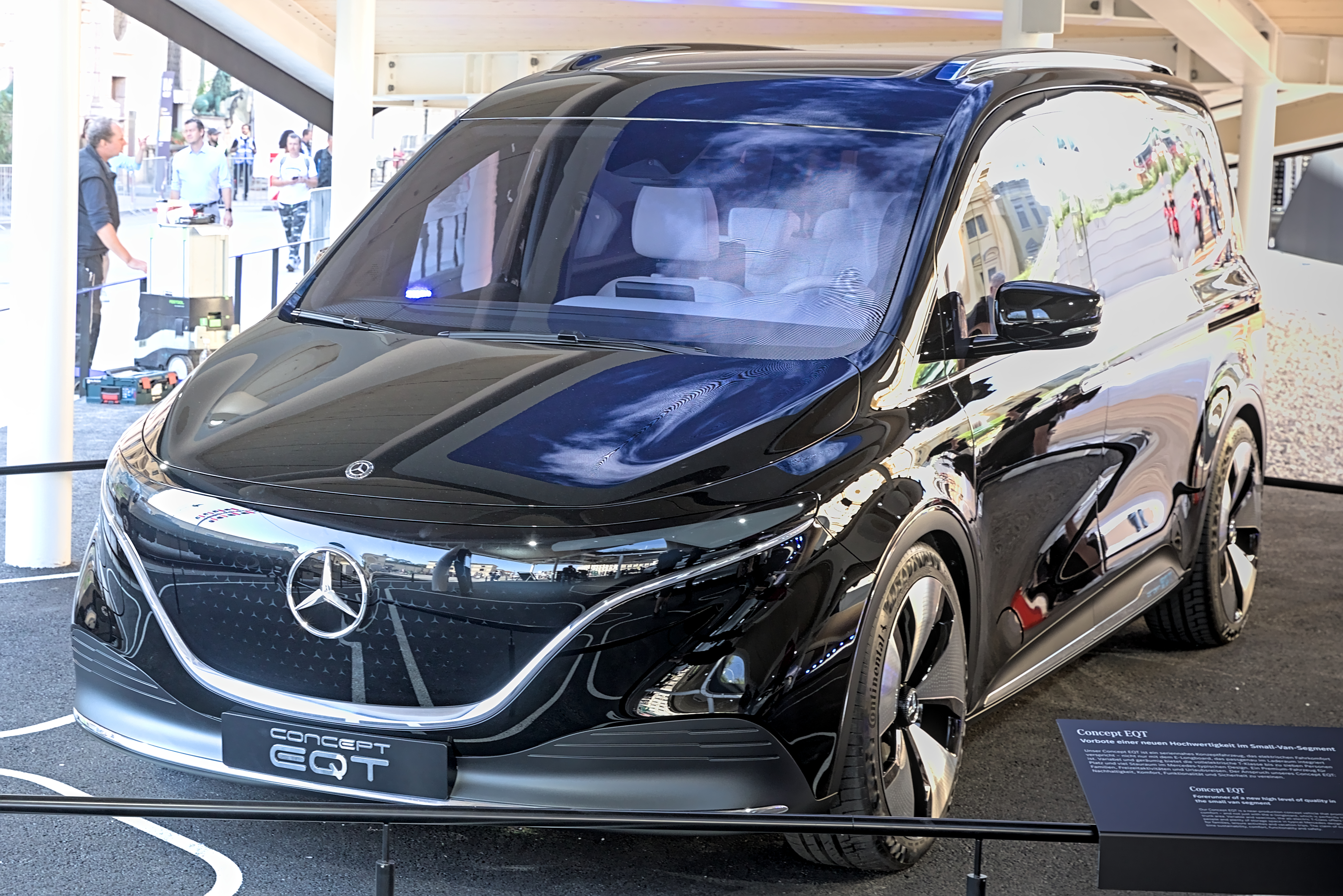
Mercedes-Benz EQT Concept

Il existe également les versions entièrement électriques eCitan ou EQT. Mercedes présente le concept car Mercedes EQT Concept le 10 mai 2021 préfigurant la version électrique de la Mercedes-Benz Citan de seconde génération. Pour ce dernier, Mercedes-Benz EQ montrait déjà des perspectives en mai 2021 avec le Concept EQT de 4,95 m de long. 
La version de production a fait ses débuts en décembre 2022. Son design est très proche de celui du Classe T thermique. Basée sur le Kangoo électrique, l'EQT dispose d'un moteur électrique synchrone délivrant 90 kW (122 ch). Son couple maximal est de 245 N m, tandis que sa vitesse maximale est limitée à 134 km/h. La batterie lithium-ion de 45 kWh permet une autonomie théorique de 282 km, selon le cycle WLTP. Le câble CCS fourni de série rend la charge rapide (80 kW en courant continu) possible, avec un passage de 10 % à 80 % de batterie en 38 min, selon Mercedes-Benz. La charge classique (22 kW) permet une recharge complète sur une Wallbox en 2 h 50 min.
Il y aura également une version longue du EQT. La mise sur le marché est prévue pour 2023.

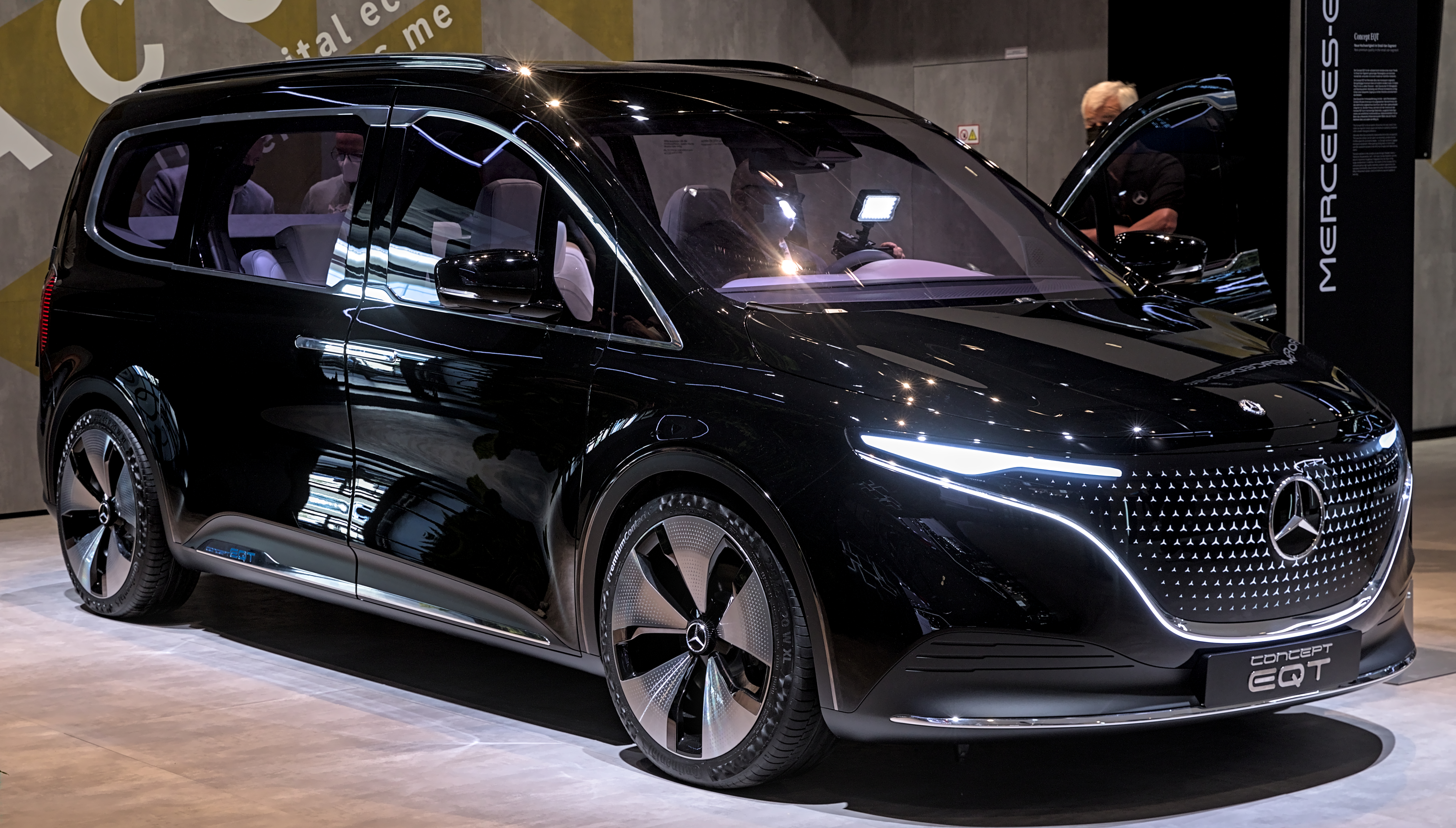
Concept Mercedes-Benz EQT au Salon de l'automobile de Francfort 2021
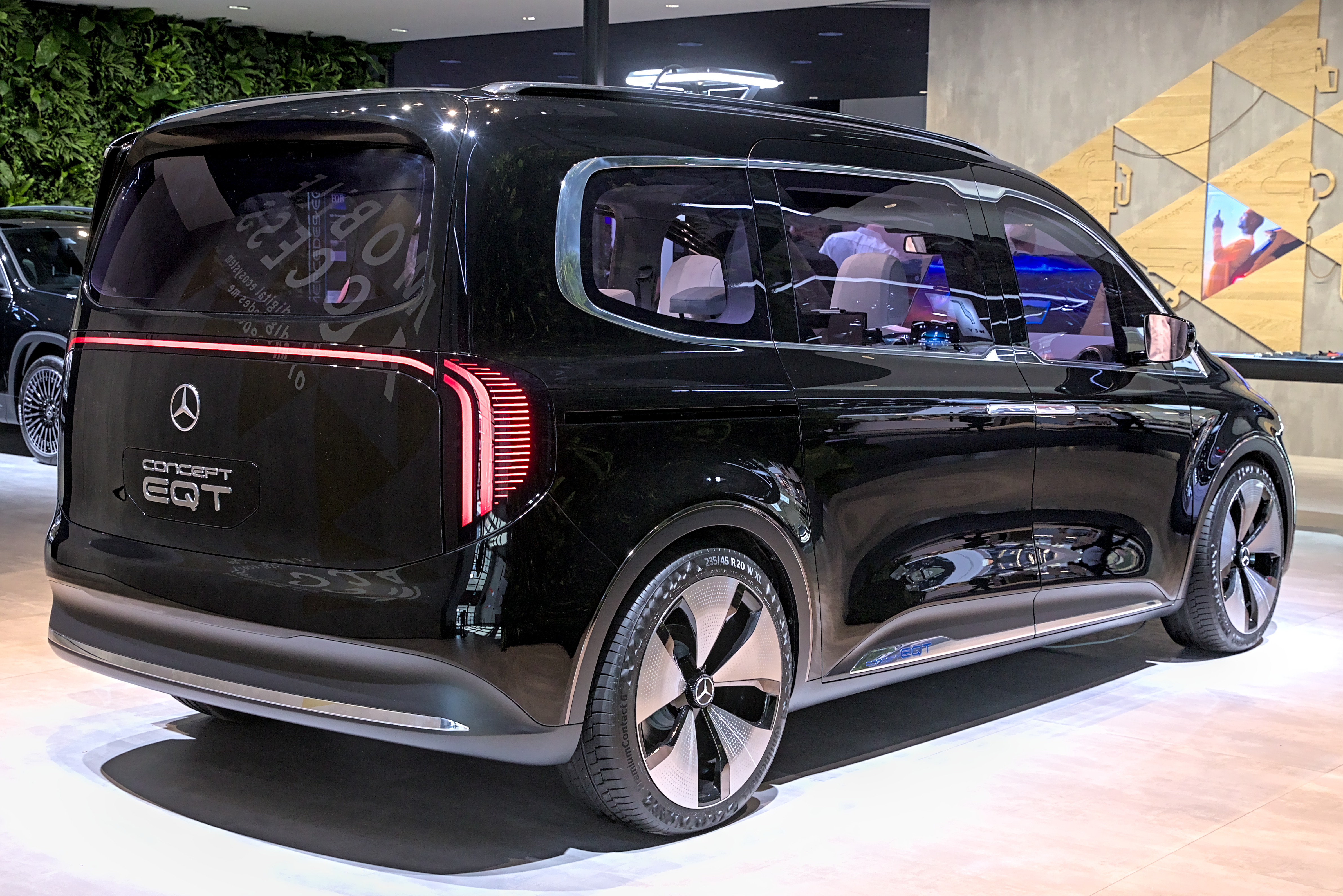
Vue arrière
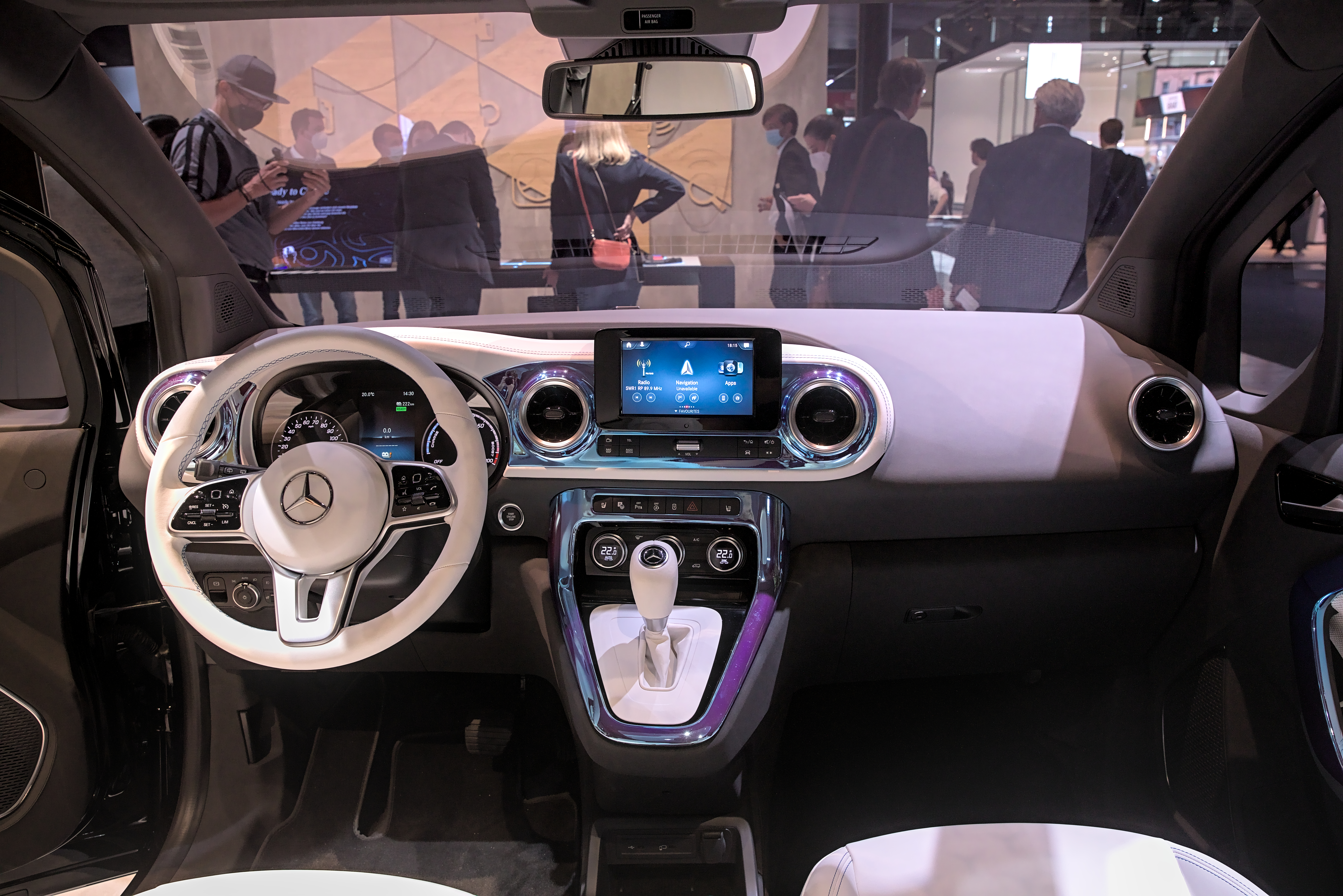
Vue de l’intérieur

## Sécurité
À l'été 2022, le Citan Tourer et le Classe T ont été testés pour la sécurité des véhicules par l'Euro NCAP. Les deux ont reçu cinq étoiles sur cinq possibles. Par rapport aux Renault Kangoo et Nissan Townstar, moins performants, les modèles Mercedes-Benz disposent de meilleurs équipements de sécurité de base.